# Кауфман, Нико
Нико Кауфман (нем. Nico Kaufmann; 24 июня 1916, Цюрих — 23 ноября 1996, там же) — швейцарский пианист и композитор.
Сын композитора-дилетанта, работавшего врачом. Изучал клавир и композицию в Цюрихской консерватории у Эмиля Фрая, кроме того, в 1937—1939 гг. занимался у Владимира Горовица и считается его единственным учеником европейского периода; позднее также брал уроки у Дину Липатти. В 1945 г. выиграл Международный конкурс исполнителей в Женеве (двумя годами ранее был удостоен второй премии).
В послевоенные годы работал музыкальным руководителем и аранжировщиком известного швейцарского кабаре «Корнишон» (нем. Cabaret Cornichon). Писал музыку для музыкального театра, балетных постановок, автор фортепианных сочинений и песен, среди которых важнейшим является вокальный цикл, написанный на 17 стихотворений Германа Гессе. Вёл музыкальный отдел в газете швейцарских геев «Der Kreis».
Под патронатом городской управы Цюриха действует Фонд Нико Кауфмана, присуждающий стипендии его памяти швейцарским музыкантам не старше 35 лет.